# Brüll Márkus
Brüll Márkus (19. század) ötvös.
1837-1847. közt működött Aradon. A Magyar Nemzeti Múzeumban a következő munkái láthatók: egy egyoldalú emlékérme, a közepén Szent Flóriánnal (Arad, 1845), továbbá egy aranyozott ezüst lemez domborműve díszítményekkel, rajta a következő föliratok: A hazai nyelv megtanulására fordított szorgalomért, a lemez közepén levő koszorúban: 1846., lenn pedig: Az Aradi Izraelita Magyar egylet. Egy ezüst kelyhe patenával együtt 1847-ből az aradi evangélikus egyház tulajdonában van.